# イオンタウン刈谷
イオンタウン刈谷（イオンタウンかりや）とは、愛知県刈谷市東境町にあるショッピングセンターである。

## 沿革
- 1999年（平成11年）7月15日 - 「ロックタウン刈谷」として開業、当初の核店舗はマックスバリュとメガマート[1]。
- 2011年（平成23年）9月1日 - 運営会社の「ロックタウン開発」が「イオンタウン」に改称[2]。
- 2012年（平成24年）6月29日 - マックスバリュとメガマートを統合し、新たな核店舗として「ザ・ビッグエクストラ刈谷店」を開業。

## テナント

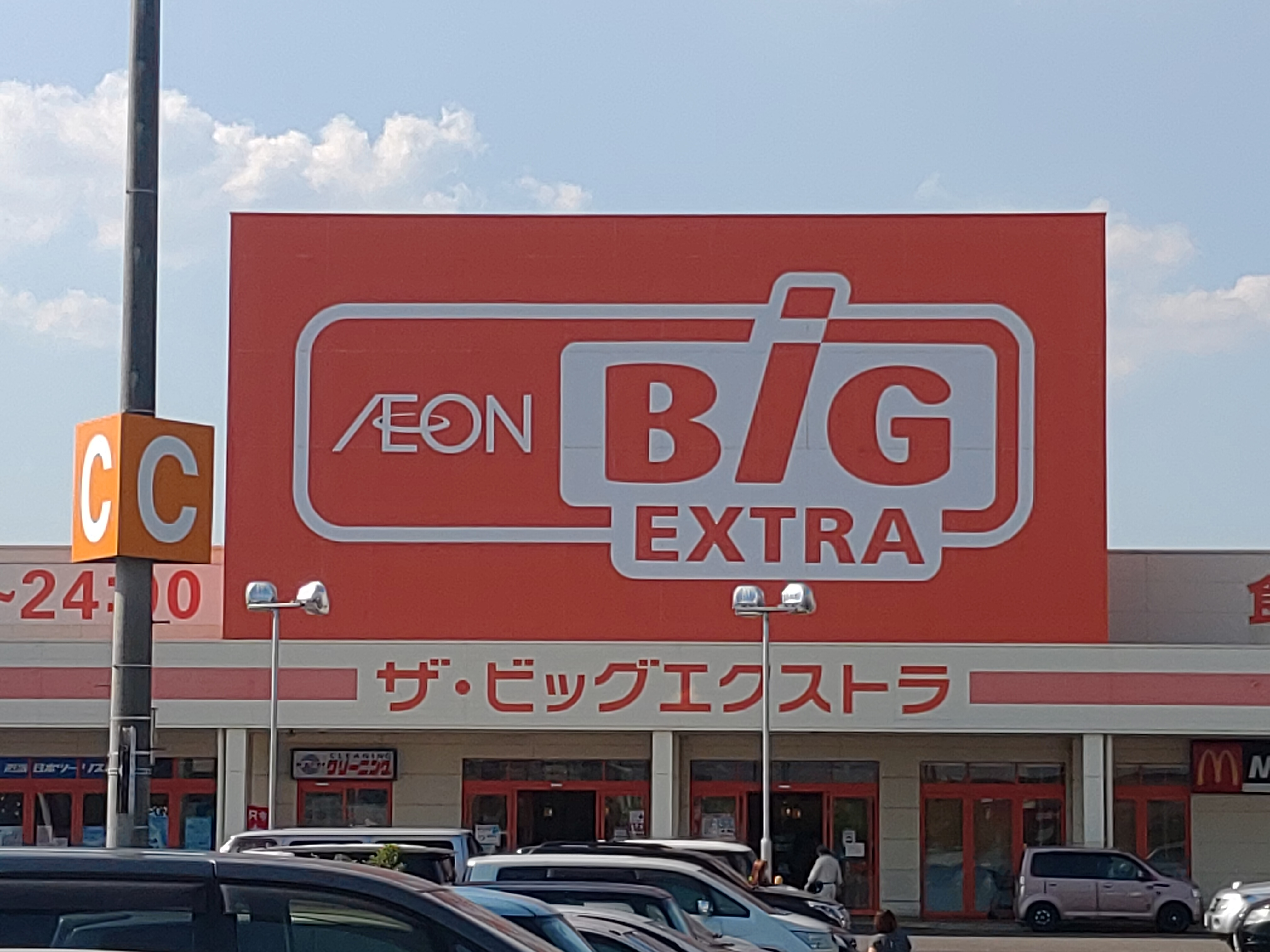
ザ・ビッグエクストラ刈谷店

- ザ・ビッグエクストラ刈谷店
開業当時の核店舗であったマックスバリュとメガマートを統合し、メガマートの跡地に2012年6月29日に開業。
- エディオンイオンタウン刈谷店
「エディオン」へのブランド統合後初の新規出店として、マックスバリュの跡地に2012年10月5日に開業[3]。
- マックハウスイオンタウン刈谷店
- GUイオンタウン刈谷店
- イエローハット イオンタウン刈谷店
- ダイソー ／ THREEPPY イオンタウン刈谷店
- 宮脇書店 刈谷店
- パリミキ イオンタウン刈谷店
- エルパス 刈谷店
- お宝創庫 イオンタウン刈谷店
- イオンバイク
- 刈谷すずらん鍼灸接骨院
- パソコン教室かるん♪イオンタウン刈谷教室
- おたからや　イオンタウン刈谷店

## 交通アクセス
- 名鉄名古屋本線富士松駅徒歩約20分
- JR・名鉄刈谷駅や名鉄富士松駅から名鉄バスで「東境町松本」停留所下車すぐ。
- 名古屋から国道1号線今川町交差点豊田方面へ1km左側